# علي خليل (لاعب كرة قدم)
علي خليل العاثم (2 ديسمبر 1990) لاعب كرة قدم بحريني يلعب حاليا لصالح نادي الدرجة الأولى النجمة البحريني في مركز الظهير الأيسر من 2016.